# 러시아의 시리아 내전 개입
러시아의 시리아 내전 개입은 시리아 내전 기간 동안 러시아가 시리아 지역에서 수행한 일련의 정치, 경제 및 군사적 개입을 의미한다. 2015년 9월 30일 시리아 바샤르 알아사드 정부의 군사 지원 요청에 따라 시리아 반군과 ISIL을 상대로 군사 개입을 시작했다. 정복군 휘하의 수니파 이슬람 무장단체와 시리아 혁명사령위원회 소속 동맹군과 함께 자유 시리아군 소속 거점을 공격하는 것에 초점을 두고 시리아 전역에 공습을 가함으로써 러시아의 개입에 시동이 걸렸다. 시리아 정부가 그들에 저항하는 모든 행위를 "테러 행위"로 규정한 것에 발맞추어 시리아군 참모총장 알리 압둘라 아이유브는 러시아군의 공습을 테러리즘에 맞선 시리아 정부의 군사 작전 개시라고 묘사했다. 2015년 당시 붕괴 직전에 있었던 아사드 정권을 위해 러시아는 러시아 특수부대, 군사 지원단, 그리고 바그너 그룹과 같은 러시아 민간군사기업을 시리아에 파견했다. 개입 이전부터 러시아는 아사드 정권에 정치적 보호망을 제공하고 시리아 정부군에 수억원의 장비와 물자를 제공해왔었다. 2017년 12월 러시아 정부는 시리아에 영구적으로 군을 주둔시키겠다고 발표했다.
2015년 러시아의 개입 당시 시리아 정부군이 시리아에서 점령하고 있던 영토는 전체 시리아 영토의 26%였다. 개입 당시 러시아 정부는 그들의 개입이 ISIL에 초점을 맟춘 "테러와의 작전"이라고 명시했으나, 러시아의 초토화 작전은 ISIL과 알카에다에 대항하는 시리아 반군 및 민간인 지역에서 진행되었다. 작전이 시작된 지 1주일이 지난 후, 러시아 관료들은 블라미디르 푸틴의 주요 목표가 미국의 영향력을 되돌리려는 보다 넓은 지정학적 관점에서 다마스쿠스의 시리아 정부를 지원하고 미국이 지원하는 자유 시리아군의 영토를 점령하는 것이 개입의 주요 목표임을 밝혔다. 2015년 10월 러시아 대통령 블라디미르 푸틴은 텔레비전 인터뷰에서 군사작은 철두철미하게 준비되었으며, 시리아에서 러시아의 목표를 "시리아 내 적법한 정부의 안정화와 정치적 타협을 위한 조건 마련"이라고 밝혔다. 2016년 당시 러시아군이 수행한 공습 중 80%가 ISIL에 맞서 싸우는 반군 무장단체를 목표로 삼은 것이었다. 러시아군이 시리아 반군의 거점을 목표로 공습을 수행했음에도 불구하고, 2017년 초 시리아 정부군이 통제하고 있었던 영토는 2015년 당시 26%와 비교했을 때 더욱 줄어든 수치인 16%로, 이는 시리아 내전 기간 중 시리아 정부가 통제하고 있던 영토 중 가장 작은 비율이었다.
2017년 러시아군 참모총장 발레리 게라시모프는 러시아 공군이 "테러리스트의 기반시설"을 대상으로 19,160번의 전투 임무와 71,000번의 공습을 수행했다고 2016년 12월 알레포 공세로 2017년 시리아 정부군이 반군 및 이슬람 극단주의 무장단체와 맞붙어 승리를 거둠으로써 러시아군의 공습도 효과를 보기 시작했으며, 이 승리에는 ISIL로부터 팔미라 및 데이르에조르 탈환, 2018년 남부 시리아 공세 당시 남부전선의 붕괴 및 다라 탈환, 북서시리아 공세 당시 M5 고속도로의 완전한 차지 등이 있었다. 러시아로서 시리아 내전에서 정부군의 승리는 미국과 패권 경쟁을 할 수 있는 기회를 주었고, 동지중해에 접근할 수 있었으며 리비아나 홍해와 같은 더 넓은 지역에서 군사적 작전을 펼치는 데 자신감을 가질 수 있게 되었다.
시리아 인권 네트워크와 시리아 인권 침해 증거수집센터는 2015년 9월부터 2016년 2월까지 러시아 공군이 작전을 수행하는 동안 20,000명의 민간인이 사망했다고 주장했다. 시리아 인권 네트워크는 러시아군의 작전이 수행한 이래 러시아군의 공세로 발생한 사상자 수가 ISIL이나 시리아군이 수행한 공세에서 발생한 사상자 수를 넘어섰다고 밝혔다. 영국에 본부를 둔 친 반군 단체인 시리아 인권감시조직은 시리아 인권 네트워크보다 낮은 수치인 1,700명의 민간인 사상자가 발생했고 이 중 200명은 어린이라고 주장했다. 러시아군이 작전 중 사용한 무기에는 비유도탄과 집속탄, 그리고 백린탄이나 열 압력탄과 유사한 소이탄이 있었다. 2018년 4월 말, 시리아 인권감시조직은 러시아군의 공세로 7,700명의 민간인이 사망했고 이 중 25%는 어린이라고 발표했으며 4,749명의 시리아 반군과 4,893명의 ISIL 대원이 사망했다고 발표했다. 러시아군이 시리아에서 펼치는 작전은 학교와 민간 기반시설을 목표로 한 도시 폭격과 알레포와 같은 도시에서의 융단폭격 등으로 국제사회 및 여러 단체로부터 수차례 질타를 받았다. 2020년 BMJ 글로벌 헬스와 유엔의 보고서에 따르면 러시아와 시리아 정부군은 병원 폭격 작전으로 구급차, 병원, 클리닉 센터를 의도적으로 폭격하는 정책으로 치료 시설을 무기화하였다.
러시아의 시리아 내전 개입 이후 러시아의 개입에 대한 반응은 양극화되었다. 러시아와 친한 국가들은 지지 또는 중립적인 자세를 취했고, 반대로 미국과 가까운 국가들은 러시아에 비판 성명을 냈다. 미국과 그 동맹국들, 그리고 서구권은 시리아 정부의 전쟁 범죄와 러시아의 역할이 무관하지 않다고 주장했다. 휴먼라이츠워치와 국제앰네스티는 러시아가 전쟁범죄를 저지르고 있으며 의도적으로 민간인을 노리고 있다고 주장했다. 미국은 러시아의 개입을 비난하며 시리아 정부를 지원하는 러시아에 경제 제재를 가했다. 유엔 소속 위원들은 러시아의 개입을 비난하며 러시아가 전쟁 범죄를 저지르고 있다고 말했다. 러시아 정부는 미국 및 인권 단체들의 이런 비판을 무시하고 있으며 그들을 거짓으로 규정하고 정치적인 목적을 가지고 있다고 주장하고 있다. 러시아는 이러한 행동을 통해 반군을 지원하는 세계 각국으로부터 더 큰 비판을 이끌어내고 있다.

## 배경
미국 주도의 시리아 공습이 ISIL 타격에 성공하지 못한 것으로 입증되자, 시리아의 동맹국인 러시아는 시리아 내 라타키아 항 근처의 공군 기지에 자국의 전투기와 장비들을 보내기 시작했다. 러시아는 이란, 이라크, 시리아와 함께 ISIS에 대항하는 연합을 선언했다. 2015년 9월 30일, 러시아 의회의 상원은 연방 의회는 러시아 공군을 출격시키라는 블라디미르 푸틴의 요구를 승인했다. 시리아 장관 의회는 러시아가 반군에 대해 첫 공습으로 자국의 요구에 응답하자, 러시아에 공식적인 군사 도움을 요청했다.

## 같이 보기
- 러시아-시리아 관계

## 관련 자료
- Birnbaum, Michael (2016년 1월 15일). “The secret pact between Russia and Syria that gives Moscow carte blanche”. 《The Washington Post》. 2020년 11월 25일에 확인함.

### 참조주
1. ↑  “Understanding Armenia's Syrian Gamble”. 《Jamestown》 (Jamestown Foundation). 2018년 9월 29일에 확인함.
2. ↑  “Armenia sends military deminers and medics to support Russian mission in Syria”. EurasiaNet. 2019년 2월 11일에 확인함.
3. ↑  Murphy 2022, 119쪽.
4. ↑  “Syrian Kurds use Russian and US support to make rapid advances”. 《Middle East Eye》. 2016년 2월 17일.
5. ↑  “Russian support for PKK's Syrian arm PYD”. 《Anadolu Agency》. 2015년 12월 8일에 원본 문서에서 보존된 문서. 2016년 6월 1일에 확인함.
6. ↑  “Kurds attack Turkish-backed Syrian opposition forces with Russian help”. i24 News. 2015년 11월 28일.
7. ↑  Schenker, David (2015년 10월 7일). “Putin and the Shiite 'Axis of Resistance'”. 《The Hill》. 2016년 5월 25일에 확인함. Assad, backed by Hezbollah and Iran, began his campaign to eradicate Sunni regime opponents...this new axis — which targets Syrian Sunnis instead of Israel — is deeply polarizing.
8. ↑  “المالكي يكشف تفاصيل جديدة عن سقوط الموصل ويسمي دولتين "فتحت الخزين" - اوروك نيوز”. 2020년 7월 2일에 원본 문서에서 보존된 문서. 2020년 7월 2일에 확인함.
9. ↑  “روسيا تجهز فصائل الحشد الشعبي باسلحة متطورة لمواجهة القوات التركية – ALJOURNAL NEWS – وكالة اخبار الجورنال”. 《www.aljournal.com》.[깨진 링크]
10. ↑  “The Militia-Russia Love Affair: April 2023 Update”. 《Washington Institute》. 2023년 4월 26일. 2023년 7월 23일에 확인함.
11. ↑  Kim Sengupta (2015년 5월 12일). “Turkey and Saudi Arabia alarm the West by backing Islamist extremists the Americans had bombed in Syria”. 《The Independent》. 2015년 5월 13일에 원본 문서에서 보존된 문서. 2015년 10월 11일에 확인함.
12. ↑  "'Army of Conquest' rebel alliance pressures Syria regime". Yahoo News. 28 April 2015.
13. 1 2  Frank Gardner (2015년 10월 8일). “Gulf Arabs 'stepping up' arms supplies to Syrian rebels”. 《BBC》. 2015년 10월 9일에 확인함.
14. 1 2  Gareth Porter (2015년 5월 28일). “Gulf allies and ‘Army of Conquest’”. 《Al-Ahram Weekly》. 2015년 9월 19일에 원본 문서에서 보존된 문서. 2015년 12월 12일에 확인함.
15. ↑  “Russia unleashes first wave of airstrikes in Syria”. 《Al Arabiya》. 2015년 9월 30일.
16. ↑  Fisk, Robert (2015년 10월 4일). “Syria's 'moderates' have disappeared... and there are no good guys”. 《The Independent》. 2015년 10월 8일에 확인함.
17. ↑  “Saudi Arabia just replenished Syrian rebels with one of the most effective weapons against the Assad regime”. Business Insider. 2015년 10월 9일.
18. ↑  “Russia jets strike Islamic State in northern Syria: al-Mayadeen TV”. 《Reuters》. 2015년 10월 1일. 2015년 10월 26일에 원본 문서에서 보존된 문서. 2015년 10월 1일에 확인함.
19. ↑  Anne Bernard, Andrew E. Kramer (7 October 2015): Escalating Syria Attack, Russia Fires Missiles From Warships, The New York Times.
20. ↑  “Russia turns to backwater navy for Syria missile strikes”. Reuters. 2015년 10월 9일. 2015년 10월 27일에 원본 문서에서 보존된 문서. 2015년 10월 9일에 확인함.
21. 1 2  Leith Fadel (2015년 9월 30일). “Russian Air Force Pounds Al-Qaeda in Latakia and Hama”. 《Al-Masdar News》. 2015년 9월 30일에 원본 문서에서 보존된 문서. 2015년 10월 1일에 확인함.
22. ↑  “Russia Said to Redeploy Special-Ops Forces From Ukraine to Syria”. The Wall Street Journal. 2015년 10월 23일. 2015년 10월 27일에 확인함.
23. ↑  “Syrian rebel groups call for unity, attacks on Russia”. 《Deutsche Welle》. 2015년 10월 5일.
24. ↑  “Iran troops to join Syria war, Russia bombs group trained by CIA”. Reuters. 2015년 10월 1일.
25. ↑  “Rebels say US-made missiles turning tide against regime”. Agence France-Presse. 2015년 10월 13일. 2015년 10월 19일에 원본 문서에서 보존된 문서. 2015년 10월 13일에 확인함.
26. ↑  “US accuses Russia of 'throwing gasoline on fire' of Syrian civil war”. 《The Guardian》. 2015년 9월 30일. 2015년 10월 2일에 확인함.
27. ↑  “Syrian war's al-Qaida affiliate calls for terror attacks in Russia”. 《The Guardian》. 2015년 10월 13일.
28. ↑  Charkatli, Izat (2017년 2월 23일). “Over 2,000 radical rebels defect to ISIS following intra-rebel deal”. 2019년 5월 28일에 원본 문서에서 보존된 문서. 2017년 10월 20일에 확인함.
29. ↑  “Search for the dead begins in Idlib after Islamic State-linked brigade leaves for Raqqa”. 《Syria Direct》.
30. ↑  “Russian strikes kill 18, wound dozens, according to Syrian opposition”. 《Fox News》.
31. ↑  “Islamic State closes in on Syrian city of Aleppo; U.S. abandons rebel training effort”. Reuters. 2015년 10월 9일. 2015년 10월 14일에 원본 문서에서 보존된 문서. 2015년 10월 9일에 확인함.
32. ↑  Patrick J. McDonnell; W.J. Hennigan; Nabih Bulos (2015년 9월 30일). “Russia launches airstrikes in Syria amid U.S. concern about targets”. 《Los Angeles Times》. 2015년 10월 7일에 확인함.
33. 1 2  “Russia carries out first air strikes in Syria”. Al Jazeera. 2015년 9월 30일. 2015년 10월 1일에 확인함.
34. ↑  “Clashes between Syrian troops, insurgents intensify in Russian-backed offensive”. 《U.S. News & World Report》. 2015년 10월 8일. 2015년 10월 10일에 확인함.
35. ↑  “Officials: CIA-Backed Syrian Rebels Under Russian Blitz”. 《The New York Times》. 2015년 10월 10일. 2015년 10월 10일에 확인함.
36. ↑  Dearden, Lizzie (2015년 10월 8일). “Syrian army general says new ground offensive backed by Russian air strikes will 'eliminate terrorists'”. 《The Independent》. 2015년 10월 10일에 확인함.
37. ↑  “Сирия: русский гром”. 《Rossiyskaya Gazeta》. 2016년 3월 23일. 2016년 7월 22일에 확인함.
38. 1 2 3  Borshchevskaya, Anna (2022). 〈6: The Military Campaign〉. 《Putin's War in Syria》. 50 Bedford Square, London, WC1B 3DP, UK: I. B. Tauris. 69–88쪽. ISBN 978-0-7556-3463-7.
39. ↑  Galpin, Richard (2012년 1월 10일). “Russian arms shipments bolster Syria's embattled Assad”. 《BBC News》. 2012년 2월 4일에 확인함.
40. ↑  “Russia establishing permanent presence at its Syria bases: RIA”. 《Reuters》. 2017년 12월 26일.
41. 1 2  “42 months of Russian operations on the Syrian territory kill more than 8000 civilians including more than 18150 people in their raids and shelling”. 《SOHR》. 2019년 3월 30일. 2023년 4월 15일에 원본 문서에서 보존된 문서.
42. 1 2  Daher, Joseph (2018년 9월 27일). “Three years later: the evolution of Russia's military intervention in Syria”. 《Atlantic Council》. 2022년 4월 2일에 원본 문서에서 보존된 문서.
43. ↑  Daher, Joseph (2018년 9월 27일). “Three years later: the evolution of Russia's military intervention in Syria”. 《Atlantic Council》. 2023년 1월 29일에 원본 문서에서 보존된 문서.
44. ↑  “Putin Officials Said to Admit Real Syria Goal Is Far Broader”. Bloomberg Business. 2015년 10월 19일. 2015년 10월 19일에 확인함.
45. ↑  Путин назвал основную задачу российских военных в Сирии (러시아어). Interfax. 2015년 10월 11일.
46. ↑  Американский Б-52 разбомбил сирийскую деревню Rossiyskaya Gazeta, 10 January 2017.
47. ↑  “Russian Intervention in Syrian War Has Sharply Reduced U.S. Options”. 《The New York Times》. 2016년 2월 10일.
48. ↑  “Assad and Putin Meet, as Russia Pushes to End Syrian War”. 《The New York Times》. 2017년 11월 21일.
49. ↑  “How Russian special forces are shaping the fight in Syria”. 《The Washington Post》. 2016년 3월 29일.
50. 1 2  Russian airstrikes in Syria killed 2,000 civilians in six months The Guardian, 15 March 2016.
51. ↑  “In January, Russia topped a dark league table, a Syria watchdog reports.”. 《Newsweek》. 2016년 2월 15일.
52. ↑  “Report: Almost 6,000 Dead in Syria During Geneva Talks”. 《Time》. 2014년 2월 17일.
53. ↑  “Syrian rebels 'killed in army ambush near Damascus'”. BBC. 2013년 8월 7일.
54. ↑  Russia unleashes lethal aerial arsenal on Aleppo by Tom Parfitt, 22 June 2016, The Times.
55. ↑  “More than 7700 civilian casualties are the victims of Russian bombardment in 31 months and regime's warplanes kill about 25500 civilians since the start of the Syrian revolution • The Syrian Observatory For Human Rights”. 《Syrian Observatory For Human Rights》. 2018년 4월 30일. 2023년 4월 10일에 원본 문서에서 보존된 문서.
56. ↑  “Syria/Russia: International Inaction as Civilians Die”. Human Rights Watch. 2018년 2월 22일.
57. ↑  “Syria: Relentless bombing of civilians in eastern Ghouta amounts to war crimes”. Amnesty International. 2018년 2월 20일.
58. ↑  “US sanctions against Russia over Ukraine and Syria to remain”. 《BBC News》. 2017년 7월 9일.
59. 1 2  “Russia accused of war crimes in Syria at UN security council session”. 《The Guardian》. 2016년 9월 26일.
60. ↑  “Russia rejects Syria war crime claim”. 《BBC News》.
61. ↑  Nissenbaum, Dion (2015년 1월 14일). “Months of Airstrikes Fail to Slow Islamic State in Syria”. 《Wall Street Journal》. ISSN 0099-9660. 2015년 10월 1일에 확인함.
62. ↑  “Russia, Egypt support forming anti-IS coalition with Syria's Assad”. 《Al-Araby al-Jadeed》. 2015년 9월 27일. 2015년 10월 1일에 확인함.
63. 1 2  Shaun Walker (2015년 9월 30일). “Russian parliament grants Vladimir Putin right to deploy military in Syria”. 《The Guardian》. 2015년 9월 30일에 확인함.

### 내용주
1. ↑  Sources:
  - “'More than 90%' of Russian airstrikes in Syria have not targeted Isis, US says”. 《The Guardian》. 2015년 10월 7일. 2022년 3월 8일에 원본 문서에서 보존된 문서.
  - Casagrande, Genevieve (2016년 2월 13일). “The Russian Air Campaign in Aleppo”. 《Institute for the Study of War》. 2022년 4월 26일에 원본 문서에서 보존된 문서.
  - Stubbs, Jack (2015년 10월 21일). “Four-fifths of Russia's Syria strikes don't target Islamic State: Reuters analysis”. 《Reuters》. 2022년 1월 9일에 원본 문서에서 보존된 문서.
  - “Syria/Russia: Strategy Targeted Civilian Infrastructure”. 《Human Rights Watch》. 2020년 10월 15일. 2022년 3월 7일에 원본 문서에서 보존된 문서.
  - Beauchamp, Zack (2015년 9월 30일). “Russia says it's bombing ISIS in Syria. It's actually bombing their enemies”. 《Vox News》. 2022년 7월 20일에 원본 문서에서 보존된 문서.
  - Taddonio, Patrice (2022년 3월 11일). “11 Years into the Syrian Conflict, Explore its Evolution, Toll & Putin's Role”. 《PBS Frontline》. 2022년 3월 28일에 원본 문서에서 보존된 문서.
2. ↑  출처: *[38] *Reinl, James (2019년 9월 19일). “Russia blasted at UN for 'carpet bombing' Syria”. 《Aljazeera》. 2022년 3월 26일에 원본 문서에서 보존된 문서. * Shield, Ralph (2022). 〈Chapter 10〉.   Jackson, Haun, Schultz, Colin, Phil, Tim. 《Air Power in the Age of Primacy: Air Warfare Since the Cold War》. NY 10016, New York, USA: Cambridge University Press. 249–253쪽. ISBN 978-1-108-83922-8. * Ojo Oloruntoba, Samuel · Toyin Falola (2021).  Oloruntoba, Samuel Ojo; Falola, Toyin, 편집. 《The Palgrave Handbook of Africa and the Changing Global Order》. Gewerbestrasse 11, 6330 Cham, Switzerland: Palgrave Macmillan. 705쪽. doi:10.1007/978-3-030-77481-3. ISBN 978-3-030-77480-6. S2CID 244495705. * McFaul, Michael (2018). 〈Epilogue: Trump and Putin〉. 《From Cold War to Hot Peace: The Inside Story of Russia and America》. 3 Park Avenue, 19th Floor, New York, New York 10016: Houghton Mifflin Harcourt. ISBN 978-0-544-71624-7.